# Blanc de Morgex et de La Salle
Das Weinbaugebiet Blanc de Morgex et de La Salle gehört zur DOC-Appellation Valle d’Aosta oder Vallée d’Aoste in der italienischen Region Aostatal und ist dort eine Unterzone. Die in Terrassen angelegten Weinberge mit nur 15 Hektar Rebfläche liegen in 1000 bis 1300 m s.l.m. links und rechts der Dora Baltea. Die Flächen liegen in den Gemeinden Morgex und La Salle nur einige Kilometer vom Mont Blanc entfernt und zählen zu den höchstgelegenen Weinbergen Europas. 

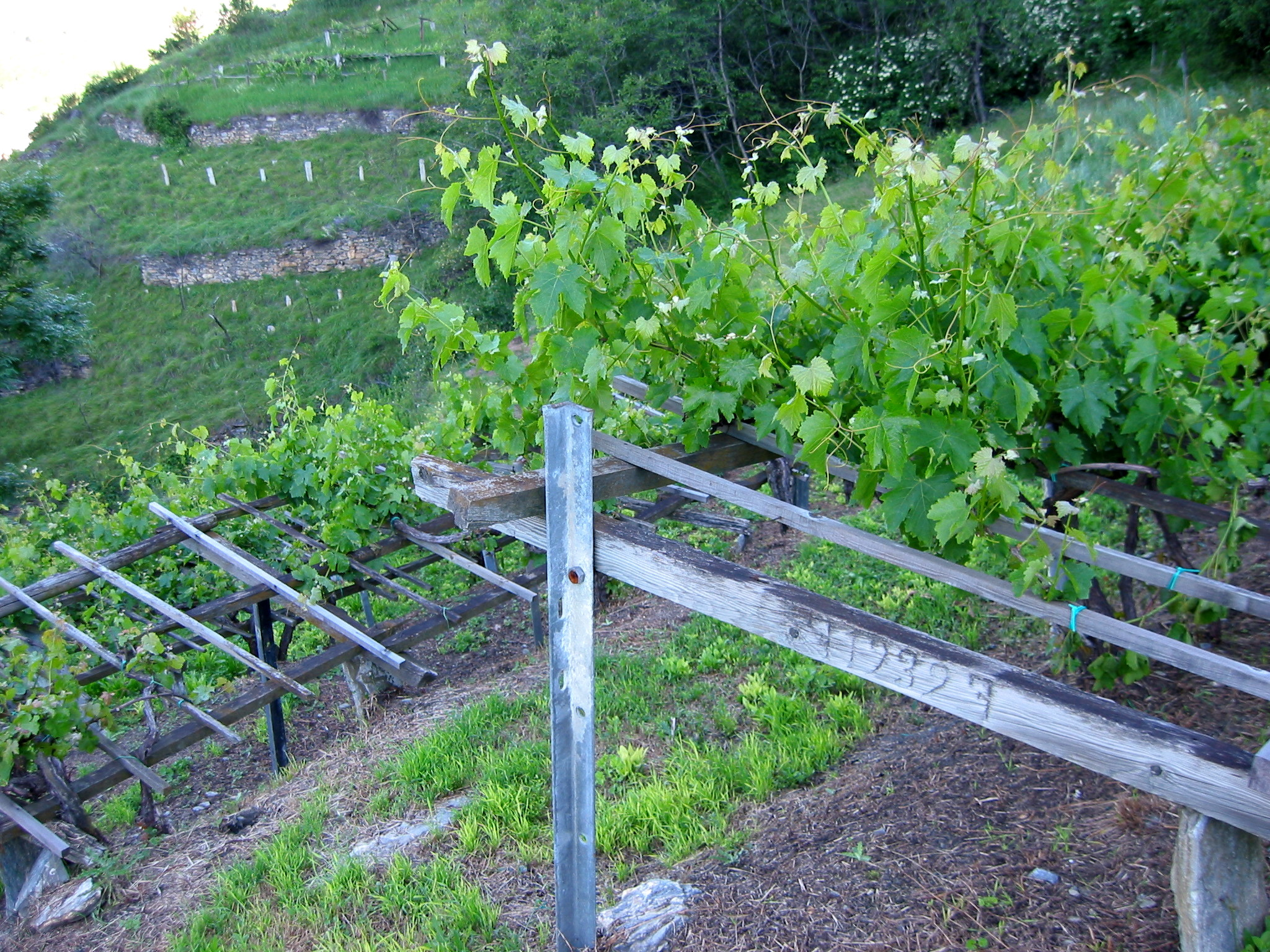
Die auf einer niedrigen Pergola gezogenen Reben der Sorte Prié Blanc.

Mitte des 20. Jahrhunderts sollten diese Weinberge aufgegeben werden, aber der damalige Pfarrverwalter von Morgex, Abbé Alexandre Bougeat (1916–1972) startete eine Bewegung zur Rettung dieses Bereiches, indem er wichtige Weinkritiker des Landes wie Luigi Veronelli von der Daseinsberechtigung der Weine überzeugte.
Die ausgeprägte Alpenlage der Rebflächen trug dem Wein den Beinamen „Bianco dei ghiacciai“ (Weißwein der Gletscher) ein. Er wird sortenrein aus der autochthonen und immer noch wurzelechten Sorte Agostenga (auch: Prié Blanc) gekeltert, die hier auf niedrigen Pergolen erzogen wird. Der säurebetonte, meist leicht schäumende Wein besitzt eine große Frische, ist sehr leicht (der Mindestalkoholgehalt liegt bei 9 Volumenprozent) und sollte bei 8–12 °C getrunken werden. Der Wein eignet sich nicht für eine Lagerung. Beim Winzer reift der Wein 3 Monate.

## Beschreibung
Laut Denomination (Auszug):
- Farbe: strohgelb, zu grünlich tendierend
- Geruch: zart mit einem Grundton von Gebirgskräutern
- Geschmack: leicht säuerlich, bisweilen leicht moussierend, sehr zart
- Alkoholgehalt: mindestens 9,0 Vol.-%
- Säuregehalt: mind. 4,5 g/l
- Trockenextrakt: mind. 15,0 g/l